# Wolfgang Goehler
Wolfgang Goehler (* 24. Oktober 1940 in Tannenberg; † 21. Juni 2009) war ein deutscher Brigadegeneral des Heeres der Bundeswehr und Staatsrat der Freien Hansestadt Bremen.

## Leben
Goehler trat im April 1961 beim Fernmeldebataillon 760 in Rheinbach in die Bundeswehr ein und durchlief die Ausbildung zum Reserveoffizier. Nach seinem Dienstzeitende studierte er von 1963 bis 1967 Volkswirtschaftslehre an der Rheinischen Friedrich-Wilhelms-Universität Bonn und der Universität zu Köln. Das Studium schloss er als Diplom-Volkswirt ab.
Danach wurde Goehler in die Bundeswehr wiedereingestellt und wurde 1969 Kompaniechef. Ab 1970 war er S3 im Heeresamt in Köln und ab 1971 Dezernatsleiter im Heeresamt. Von 1974 bis 1975 besuchte er an der Führungsakademie der Bundeswehr in Hamburg einen Sonderlehrgang für Offiziere des Heeres mit abgeschlossener Hochschulbildung. Ab 1976 wer er G3 im Versorgungskommando 860 in Germersheim ab 1978 Bataillonskommandeur in Boostedt, ab 1980 Inspektionschef an der Schule Technische Truppe 2 in Bremen, ab 1983 Referent im Führungsstab des Heeres V 1 im Bundesministerium der Verteidigung in Bonn, ab 1986 Abteilungsleiter und Heeresbetriebswirt im Materialamt des Heeres in Bad Neuenahr-Ahrweiler, ab 1988 Kommandeur Nachschubkommando 1 in Rheine, ab 1990 Brigadekommandeur der Heimatschutzbrigade 54 in Trier, ab 1992 Kaommandeur des Versorgungskommandos 860/Logistikbrigade 2 in Germersheim und ab 1994 Kommandeur der Nachschubschule des Heeres und General der Nachschubtruppe in Grohn.
Von 1997 bis zum 31. Juli 2000 war Goehler unter den CDU-Senatoren Ralf Borttscheller und Bernt Schulte Staatsrat beim Senator für Inneres der Freien Hansestadt Bremen. Sein Nachfolger wurde Kuno Böse. Goehler engagierte sich insbesondere für die Reform der Polizeiausbildung und die Einführung der zweigeteilten Laufbahn für die Polizei, die Erarbeitung eines Brandsicherheitskonzeptes und die Intensivierung der Zusammenarbeit von Polizei und Justiz.
Goehler war verheiratet und hatte zwei Kinder.

## Auszeichnungen
- 1985 mit dem Verdienstkreuz am Bande des Verdienstordens der Bundesrepublik Deutschland
- 1986 mit der Legion of Merit der Vereinigten Staaten von Amerika
- 1991 mit dem Ehrenkreuz der Bundeswehr.